# Cru artisan
La dénomination cru artisan désigne des vins du Médoc ayant été sélectionnés pour obtenir cette mention dans le cadre d’une procédure de classement dont les conditions sont fixées par voie réglementaire. Dans le cadre de l'organisation commune du marché vitivinicole, le terme « cru artisan » bénéficie du régime des mentions traditionnelles.

## Histoire
Le terme « cru artisan » trouve sa source dans la classification coutumière antérieure au XIXe siècle qui distinguait, au sein des vins du Médoc, les « crus bourgeois», les « crus artisans » et les « crus paysans » selon le statut social du propriétaire du vignoble. La publication du classement de 1855 remettra en cause cette classification, qui était encore utilisée par Charles Cocks en 1850 dans la première édition en français de son Guide de l’étranger à Bordeaux et dans la Gironde, mais la dénomination persistera même si elle deviendra peu utilisée au cours du XXe siècle.
En 1989, le Syndicat viticole des Crus Artisans du Médoc entreprend de redonner ses lettres de noblesse à la mention, et engage des démarches en vue de faire reconnaître la dénomination « cru artisan » par le droit européen. Parallèlement, le syndicat conduit les actions nécessaires à la reconnaissance de la mention au niveau national.

## Réglementation
C’est du côté de l’Europe que viendra la première reconnaissance officielle, à l’occasion de la publication en 1994 d’un règlement de la Commission européenne qui inscrit les crus artisans dans la liste des mentions traditionnelles protégées.
En France, le Syndicat viticole des Crus Artisans du Médoc obtient l’approbation du règlement de son classement par arrêté ministériel en 2002. Il est réservé aux appellations d’origine contrôlée médoc, haut-médoc ainsi qu’aux appellations communales appartenant à ces appellations de zone. Le classement est établi par un jury composé de professionnels reconnus de la filière vitivinicole, et est soumis à homologation par arrêté ministériel. Les vins sélectionnés sont autorisés à faire usage de la mention « cru artisan » pour une durée de dix ans.

## Liste des vignobles bénéficiaires
Le premier classement des « crus artisans » a été homologué en 2006 et a récompensé 44 propriétés qui sont autorisées à utiliser la mention à compter du millésime 2005 :
- Château Baudens
- Château Bégadan
- Château Béhèré
- Château Bejac Romelys
- Château Cantegric
- Château Capdet
- Château Clos du Relais
- Clos de Bigos
- Château de Coudot
- Château de Lauga
- Château des Graviers
- Château des Trois Chardons
- Château d’Osmond
- Château du Galan
- Château Ferré
- Château Gadet Terrefort
- Château Garance Haut Grenat
- Château Gassies du Vieux Bourg
- Château Gaston Réna
- Château Gobinaud
- Château Grand Brun
- Domaine Grand Lafont
- Château Graves du Privera
- Château Guittot Fellonneau
- Château Haut Blaignan
- Château Haut Bréga
- Château La Peyre
- Château La Tessonnière
- Château Lagorce Bernadas
- Château Lamongeau
- Château Le Beyan
- Château Le Bouscat
- Château Le Vieux Sérestin
- Château Les Graves de Loirac
- Château Les Trieux
- Château Martin
- Château Micalet
- Château Moutte Blanc
- Château Tour Bel Air
- Château Tour du Goua
- Château Viallet Nouhant
- Château Vieux Gabarey
- Château Vieux Gadet

Cette première liste a été complétée par un classement additif homologué en 2012, qui a porté le nombre de propriétés classées « cru artisan » à 50 en promouvant 6 domaines supplémentaires :
- Château Cornelie
- Château du Hâ
- Château Moulin d'Ulysse
- Château Les Baraillots
- Château Haut Gravat
- Château Haut Courbian